# Холм Уснех
Холм Уснех (англ. Hill of Uisneach, ирл. Cnoc Uisnigh) — один из сакральных центров древней Ирландии в королевстве Миде (наравне с Тарой, к западу от неё), место схождения границ четырёх королевств Ирландии. Здесь друид Миде, сын Брата, сына Деота, зажёг горевший шесть лет огонь (первый священный огонь Ирландии), и отрезал языки раскритиковавшим этот огонь друидам. Зажжение огня состоялось у пятиугольного Камня Делений, символизировавшего пять королевств; считается, что после этого события появились источники у двенадцати важнейших рек страны. Народное собрание Уснеха, оэнах, было параллелью Празднику Тары, на котором утверждался Верховный король Ирландии. Вблизи холма Уснех находилась резиденция властителей Миде. В связи с этим, в некоторых средневековых исторических источниках (например, в «Лейнстерской книге») ранние правители этого королевства упоминаются с титулом «короли Уснеха».
Сейчас — историческая достопримечательность Уэстмита (национальный монумент № 155). Холм насчитывает в высоту 182 метра, находится на северной стороне дороги R390, в 8 километрах от деревни Баллимор.
Холм является кандидатом на включение в список Всемирного наследия ЮНЕСКО в Ирландии.